# Cantón Tiwintza
Tiwintza es uno de los doce cantones que forman la provincia de Morona Santiago, en Ecuador. Su cabecera cantonal es Santiago. Su población es de 6.995 habitantes, su alcalde actual es Wilfrido Calle Brito. 
Limita al norte con los cantones de Logroño y Morona, al suroeste con el cantón Limón Indanza, al sureste con la República del Perú y al oeste con el cantón Santiago.
El cantón Tiwintza fue creado el 23 de octubre del 2002, durante el gobierno de Gustavo Noboa.
El cantón Tiwintza, se encuentra localizado al sureste del Ecuador en la jurisdicción de la provincia de Morona Santiago, su territorio se extiende entre los valles de los ríos Santiago y Morona desde la parte baja de las estribaciones de la cordillera del Cutucú hasta la frontera con la República del Perú en la cordillera del Cóndor, por su topografía y ubicación privilegiada Tiwintza amalgama exuberantes muestra de flora y fauna muchas de ellas quizás a un desconocida para la ciencia por amplia diversidad y situación inalterada.

## División política
Tiwintza tiene dos parroquias:

### Parroquias urbanas
- Santiago (cabecera cantonal)

### Parroquias rurales
- San José de Morona

## Hermanamiento
En el 2019 se firmó un acuerdo de hermanamiento con el distrito fronterizo peruano de Río santiago.
 Distrito de Río Santiago, Perú